# Bonfiglio (cognome)
Bonfiglio è un cognome di lingua italiana.

## Varianti
Bonfigli, Bonfiglioli, Bonfioli.

## Origine e diffusione
Il cognome è tipicamente centro-meridionale.
Potrebbe costituire una variante del cognome Boni e significare "che tu sia un buon figlio". È affine al cognome Bonfante.

## Persone
- Giulio Bonfiglio – politico e militare italiano
- Giuseppe Bonfiglio – militare e storico italiano
- Mario Bonfiglio – allenatore di calcio ed ex calciatore italiano